# Bärbel Hähnle
Bärbel Hähnle (* 22. November 1949 in Hornberg, Ortenaukreis) ist eine ehemalige deutsche Leichtathletin aus der Bundesrepublik Deutschland, die 1969 Vizeeuropameisterin mit der 4-mal-100-Meter-Staffel wurde.
Hähnle war 1967 Dritte bei den Deutschen Jugendmeisterschaften geworden. 1969 siegte sie bei den Deutschen Hallenmeisterschaften über 50 Meter. Auch bei den Deutschen Freiluftmeisterschaften war sie erfolgreich und gewann den Meistertitel über 100 Meter in 11,5 s. Bei den Europameisterschaften 1969 in Athen traten die deutschen Leichtathleten wegen des Startverbots für Jürgen May nur in den Staffelwettbewerben an. Die bundesdeutsche 4-mal-100-Meter-Staffel mit Bärbel Hähnle, Jutta Stöck, Rita Jahn und Ingrid Becker belegte in 44,0 s den zweiten Platz hinter der Staffel aus der DDR. 1971 belegte Hähnle den fünften Platz bei den Deutschen Hallenmeisterschaften. 1972 stellte sie mit 11,4 s ihre persönliche Bestzeit über 100 Meter auf, verpasste als Fünftplatzierte bei den Deutschen Meisterschaften aber knapp die Qualifikation für die Olympischen Spiele in München.
Bärbel Hähnle gehörte dem Sportverein VfR Achern an, ab 1971 startete sie für den USC Heidelberg. Sie ist 1,59 m groß.